# 文始派
文始派，又稱隱仙派，「猶龍派」，與華山派和樓觀道號為古代三大流派。共同以“關尹子”尹喜為宗祖。尹喜，字公度，戰國時秦人，生卒年不詳，約與老子同時。
内丹派道教流派，其大要在貴本重神，澹然無爲，清靜自守，獨任虛無，隨物因應。关尹子名喜，曾为关令，与老子同时，人称“文始先生”。老子之道德经五千言，是应其请而撰著者。文始派功法以虚无为本，以养性为宗。修炼下手即以炼神还虚做起，主张修一己真阳之炁，以接天地真阳之炁；盗天地虚无之机，以补我神炁之真机。教人无所有，无所为，无所执，虚之极而无之极，从而上不见天，下不见地，内不见我，外不见人，一无所见，则我通天地，天地通我，我与天地，似契似离，同于大通，“浑入我，同天地”。
关尹子曰：「以我之精，合天地萬物之精，譬如萬水可合爲一水。以我之神，合天地萬物之神，譬如萬火可合爲一火。以我之魄，譬如金之爲物，可合異金而鎔之爲一金。以我之魂，合天地萬物之魂，合天地萬物之魄譬如木之爲物，可接異木而生之爲一木。則天地萬物，皆吾精吾神吾魄吾魂。何者死？何者生？」此爲「合大造化於一身」之丹法，其下手則在泯思慮情識知意而一歸於虛無。《仙學真詮》云：「蓋三關自有爲入無爲者，漸法也。修上一關兼下二關者，頓法也。今只須逕做煉神還虛工夫，直到虛極靜篤處，精自化氣，氣自化神，把柄在手，命由我造。煉神還虛一關，最簡易，最直捷。」
「煉神還虛」，很抽象，過程又很長，只有「泯思慮情識知意而一歸於虛無」和「渾人我，同天地」等原則性的指導，常人不易瞭解。當代道學大家蕭天石說：「道門丹道派中，以重陽派最大，而以文始派最高。衡之曲高和寡之理，歷代修文始派者自當寥若晨星，而其不盛也亦宜。」目前文始派面臨的要務，就是如何平衡與其他派門之間，修習的學人數目，讓虛無大道有更多人可以瞭解。

## 隱仙派源流
依據《道藏輯要‧三丰全集》〈派考記‧道派〉記載如下︰
大道淵源，始於老子。一傳尹文始，五傳而至三丰先生。雖然，老子之所傳亦甚多矣，其間傑出者，尹文始、王少陽，支分派別，各有傳人。今特就文始言之，文始傳麻衣，麻衣傳希夷，希夷傳火龍，火龍傳三丰。或以為隱仙派者，文始隱關令，隱太白麻衣，隱石堂，隱黃山希夷，隱太華火龍，隱終南先生，隱武當，此隱派之說也。夫神仙無不能隱，而此派更為高隱。孔子曰：「老子，其猶龍乎？」言其神隱莫測也，故又稱「猶龍派」云。
由此可知，隱仙派道脈，由老子傳關令尹子﹙喜﹚開派，關令尹子傳麻衣道者﹙李和﹚，麻衣道者傳陳希夷（摶﹚，陳希夷傳火龍真人（賈得昇），火龍真人傳張三丰，三丰傳楊善登（隱仙千師仙道派的開山祖師，清末千師仙道派大部分傳承因為戰亂丟失，後人加入了民間道教元素並易名千師仙館，由正统轉為民間道教團體）。
近代的傳承：
陳攖寧於上海傳袁介圭（虞陽子，1903年-1979年），袁介圭於台灣傳洪碩峰（中定子，1948年-   ）。

## 隱仙派人物
宋代：陳希夷、邵康節
清代：黃元吉
現代：陳攖寧